# Агенција за информационо-комуникационе техологије Републике Српске
Агенција за информационо-комуникационе техологије Републике Српске (АИКТ РС) је институција задужена за обезбјеђење систематичног развоја информационог друштва, примјену информационо-комуникационих технологија и електронске управе у Републици Српској, развој информационо-комуникационе дјелатности и стандардизацију и успостављање надзора у овој области. Сједиште Агенције се налази у Бањој Луци.

## Оснивање
Агенција за ИКТ је основана на основу Закона о агенцији за информационо-комуникационе технологије, донешеног у септембру 2023.

### Надлежности
Агенција је надлежна да:
1. развија информационо-комуникационе технологије, електронску управу, дигиталне идентитете, информациону безбједност и информационо-комуникационе дјелатност у Републици, као и да израђује, прати и спроводи стратегије из тих области,
2. пројектује, усклађује, развија, остварује функционалност и одржава информационо-комуникационе системе, систем електронске управе и дигиталне идентитете, као и информациону безбједност,
3. промовише и подстиче употребу информационо-комуникационих технологија републичких органа управе, јединица локалне самоуправе, установа, јавних предузећа, посебних органа преко којих се остварује регулаторна функција, те правних и физичких лица којима су повјерена јавна овлаштења,
4. успоставља, развија, користи и одржава интероперабилне информационо-комуникационе технологије електронске управе, јединствен интероперабилни систем за електронску размјену података, јединствено електронско сандуче, платформу за електронска плаћања, јединствено електронско управно мјесто, портал електронске управе, те портал отворених података,
5. управља кључном и критичном информационо-комуникационом инфраструктуром републичких органа управе и доноси секторске мјере безбједности у складу са законом и управља јединственом информационом-комуникационом мрежом електронске управе,
6. утврђује принципе, стандарде и друга правила пружања услуга електронске управе Републике, употребе личних и података републичких органа управе и поновне управе података,
7. управља и координира пројекте републичких органа управе који подразумијевају планирање, развој и одржавање информационо-комуникационих технологија,
8. успоставља и води регистре, базе и евиденције у области информационог друштва, односно информационо-комуникационих технологија, електронске управе, каталога услуга електронске управе, информационе безбједности, безбједности критичних информационо-комуникационих инфраструктура, те управља дигиталним идентитетима и информационо-комуникационим дјелатностима пословних субјеката,
9. управља људским ресурсима у области информационо-комуникационих технологија Републике,
10. врши надзор у области примјене информационо-комуникационих технологија, електронске управе, дигиталних идентитета, информационе безбједности и информационо-комуникационе дјелатности пословних субјеката и изриче одговарајуће мјере у складу са посебним законима,
11. на стратешком и оперативном нивоу спроводи концепт информационе безбједности у Републици, као и да врши стручни надзор и контролу спровођења информационе безбједности, као и надзор путем информационо-комуникационих технологија у овој области,
12. да управља и стара се о функционисању републичког ЦЕРТ-а – посебне организационе јединице за дјеловање у хитним случајевима (енгл. Computer Emergency Response Team) и Оперативним центром за информациону безбједност, односно да врши координацију превенције и заштите од рачунарско-безбједносних инцидената на интернету и других ризика безбједности информационих система републичких органа управе и других физичких и правних лица,
13. обавља послове у вези са дигиталним идентитетима републичких органа управе, правних и физичких лица из Републике, те републичким органима управе, правним и физичким лицима пружа услуге повјерења, услуге електронског представљања и потписивања, као и друге услуге из своје надлежности уз накнаду,
14. утврђује стандарде у области информационо-комуникационих технологија, као и обавља послове цертификације информационо-комуникационих производа, информационо-комуникационих услуга, информационо-комуникационих процеса и запослених на информационо-комуникационим пословима у Републици,
15. врши стручну верификацију и даје претходне сагласности на пројекте и набавке информационо-комуникационих технологија и повезаних услуга за потребе Владе, републичких органа управе, јединице локалне самоуправе и других правних лица којима је повјерено вршење јавних овлаштења,
16. пружа дијељене услуге управљања и одржавања информационо-комуникационих технологија, информационо-комуникационих производа и услуга, интернет презентација и других повезаних услуга за властите и потребе републичких органа управе и других правних лица којима су повјерена јавна овлаштења, а који немају довољне властите капацитете,
17. промовише употребу и врши додјелу подстицаја за кориштење информационо-комуникационих технологија, електронске управе, дигиталних идентитета, информационе безбједности, безбједности критичних и кључних информационо-комуникационих инфраструктура и информационо-комуникационе дјелатности пословних субјеката,
18. израђује опште акате  из надлежности Агенције,
19. учествује у реализацији пројеката из своје надлежности финансираних од међународних финансијских организација,
20. пружа информације путем медија и других видова информисања о свом раду,
21. обавља друге послове који су Агенцији повјерени овим законом и другим прописима